# The Comedians (roman)
The Comedians (De komedianten) is een roman uit 1966 van de Engelse schrijver Graham Greene.
Het verhaal speelt zich af rond 1965. De brandhaard is de Haïti tijdens het bewind van dictator François Duvalier, bijgenaamd Papa Doc. Tegen de achtergrond van dreiging en geweld, speelt zich het leven af van 'de komedianten', mensen die niet betrokken willen zijn bij de gebeurtenissen van deze tijd en liever een schijnbestaan opvoeren. Zij spelen hun spel, respectabel of bedenkelijk, zij experimenteren met liefdesverhoudingen en hebben naïeve kleine idealen, maar geen enkele religieuze of maatschappelijke overtuiging. Het is alsof Greene wil laten uitkomen, dat het leven alleen werkelijk waarde heeft als er iets of iemand is waarvoor men het in dewaagschaal zou willen stellen.
Het boek werd in 1967 verfilmd onder regie van Peter Glenville. De cast bevatte namen als Richard Burton, Elizabeth Taylor en Alec Guiness.
1. ↑  Lemma van The Comedians in de Brittanica..
2. ↑  Lemma van de film The Comedians (1967) in MovieMeter..